# Cognet
Cet article possède des paronymes, voir Cognée et Cognet (homonymie).
Pour l’article ayant un titre homophone, voir Cogniet.
Ne doit pas être confondu avec Coignet.
Cognet est une commune française située dans le département de l'Isère en région Auvergne-Rhône-Alpes.
Située dans une zone de moyenne montagne, la Matheysine, au sud de ce département et limitrophe de la commune de La Mure, c'est l'une des communes les moins peuplées du département et ses habitants sont appelés les Cognetons.

## Géographie

### Situation et description
Cognet est une petite commune de moyenne montagne à l'aspect essentiellement rural située dans la région naturelle de la Matheysine, non loin de la commune de la Mure.

### Communes limitrophes
La commune de Cognet compte cinq communes limitrophes
|            | La Mure             |           |
| Prunières  | Cognet              | Ponsonnas |
| Saint-Arey | Saint-Jean-d'Hérans |           |

### Climat
Pour des articles plus généraux, voir Climat d'Auvergne-Rhône-Alpes et Climat de l'Isère.
En 2010, le climat de la commune est de type climat des marges montargnardes, selon une étude du Centre national de la recherche scientifique s'appuyant sur une série de données couvrant la période 1971-2000. En 2020, Météo-France publie une typologie des climats de la France métropolitaine dans laquelle la commune est exposée à un climat de montagne ou de marges de montagne et est dans la région climatique  Alpes du sud, caractérisée par une pluviométrie annuelle de 850 à 1 000 mm, minimale en été. 
Pour la période 1971-2000, la température annuelle moyenne est de 10,1 °C, avec une amplitude thermique annuelle de 18,2 °C. Le cumul annuel moyen de précipitations est de 1 047 mm, avec 9,1 jours de précipitations en janvier et 5,8 jours en juillet. Pour la période 1991-2020, la température moyenne annuelle observée sur la station météorologique de Météo-France la plus proche, « La Mure-radome », sur la commune de La Mure à 3 km à vol d'oiseau, est de 8,5 °C et le cumul annuel moyen de précipitations est de 948,6 mm,. Pour l'avenir, les paramètres climatiques de la commune estimés pour 2050 selon différents scénarios d'émission de gaz à effet de serre sont consultables sur un site dédié publié par Météo-France en novembre 2022.

### Hydrographie
La partie méridionale de la commune est bordée par le Drac. Le petit ruisseau de la Jonche, affluent du Drac, borde le territoire de la commune.

### Voies de communication
Le territoire communal est traversé par une seule route, la RD168.

## Urbanisme

### Typologie
Au 1er janvier 2024, Cognet est catégorisée commune rurale à habitat très dispersé, selon la nouvelle grille communale de densité à sept niveaux définie par l'Insee en 2022.
Elle est située hors unité urbaine. Par ailleurs la commune fait partie de l'aire d'attraction de Grenoble, dont elle est une commune de la couronne,. Cette aire, qui regroupe 204 communes, est catégorisée dans les aires de 700 000 habitants ou plus (hors Paris),.

### Occupation des sols
L'occupation des sols de la commune, telle qu'elle ressort de la base de données européenne d’occupation biophysique des sols Corine Land Cover (CLC), est marquée par l'importance des territoires agricoles (71,7 % en 2018), en augmentation par rapport à 1990 (58,8 %). La répartition détaillée en 2018 est la suivante : 
zones agricoles hétérogènes (39,2 %), prairies (32,5 %), forêts (28,3 %). L'évolution de l’occupation des sols de la commune et de ses infrastructures peut être observée sur les différentes représentations cartographiques du territoire : la carte de Cassini (XVIIIe siècle), la carte d'état-major (1820-1866) et les cartes ou photos aériennes de l'IGN pour la période actuelle (1950 à aujourd'hui).

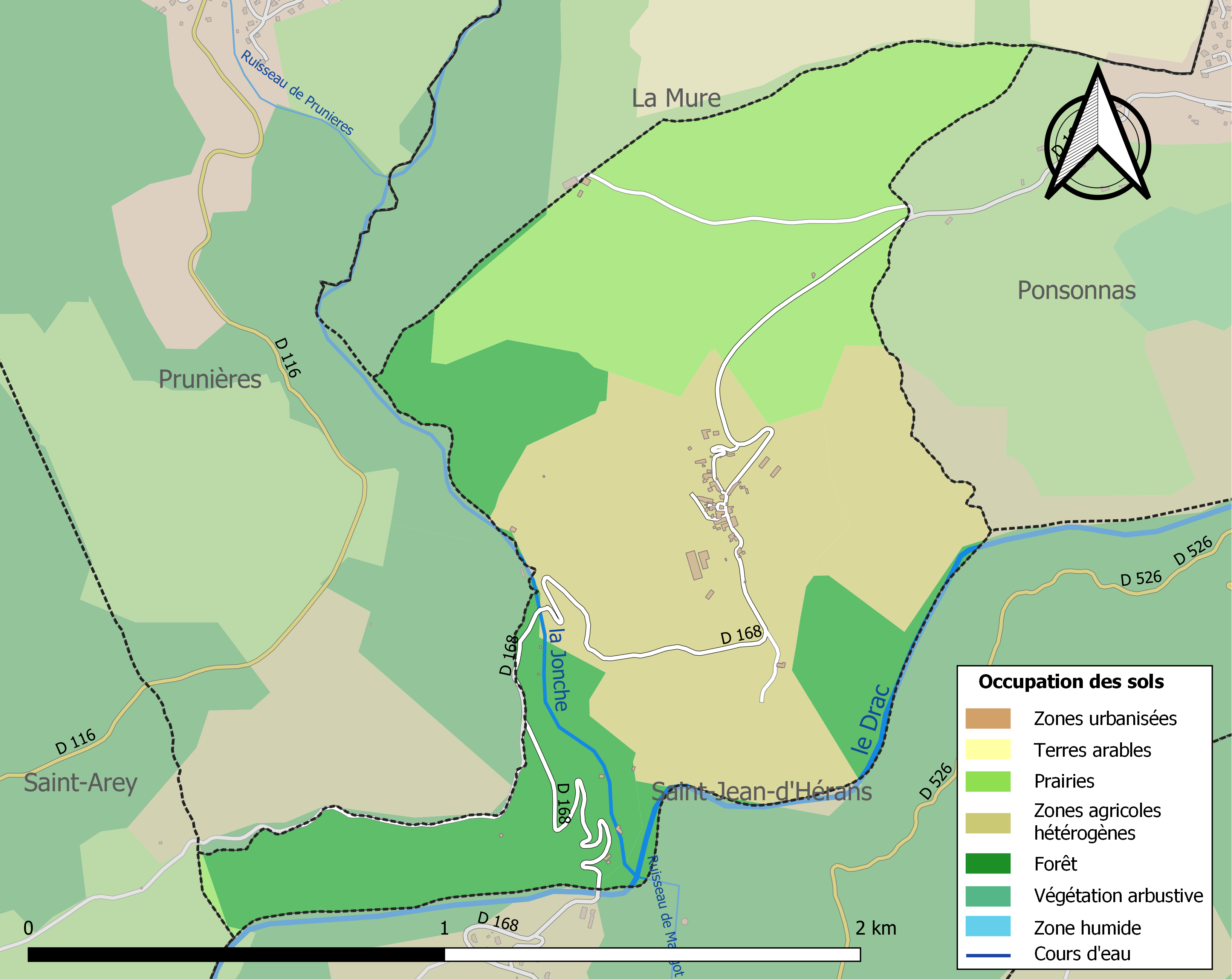
Carte des infrastructures et de l'occupation des sols de la commune en 2018 (CLC).

### Risques naturels et technologiques

#### Risques sismiques
L'ensemble du territoire de la commune de Cognet est situé en zone de sismicité no 3 dite « modérée » (sur une échelle de 1 à 5), comme la plupart des communes de son secteur géographique. Ce territoire se situe cependant non loin de la limite d'une zone sismique classifiée de « moyenne », située plus au nord.
| Type de zone | Niveau            | Définitions (bâtiment à risque normal) |
| ------------ | ----------------- | -------------------------------------- |
| Zone 3       | Sismicité modérée | accélération = 1,1 m/s2                |

### Lieux-dits et écarts
Le pont dit le Pont de la Mousson, est un lieu-dit connu et apprécié pour son cadre, ancien pont aujourd'hui délabré, impraticable et plusieurs fois sujet d'un débat sur sa reconstruction, le projet a été abandonné pour des raisons techniques.

## Histoire

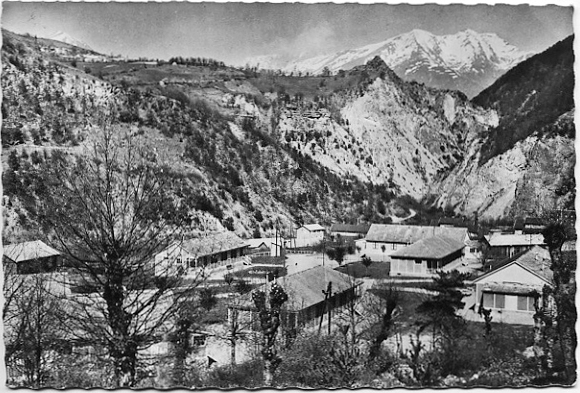
La colonie E.D.F. au début du XXe siècle.

## Politique et administration

### Liste des maires
| Période                                  | Période  | Identité              | Étiquette | Qualité     |
| ---------------------------------------- | -------- | --------------------- | --------- | ----------- |
|                                          | mai 1888 | Pierre Maurice Arnaud |           |             |
| mai 1888                                 | mai 1892 | Eugène Comte          |           | Cultivateur |
| mai 1892                                 | mai 1900 | Joseph Farçat         |           | Cultivateur |
| mai 1900                                 |          | Eugène Comte          |           | Cultivateur |
|                                          |          |                       |           |             |
| 2001                                     | 2020     | Émile Baret           | PS        | Retraité    |
| 2020                                     | En cours | Jean-Pierre Bonomi    |           |             |
| Les données manquantes sont à compléter. |          |                       |           |             |

## Population et société

### Démographie
L'évolution du nombre d'habitants est connue à travers les recensements de la population effectués dans la commune depuis 1793. Pour les communes de moins de 10 000 habitants, une enquête de recensement portant sur toute la population est réalisée tous les cinq ans, les populations de référence des années intermédiaires étant quant à elles estimées par interpolation ou extrapolation. Pour la commune, le premier recensement exhaustif entrant dans le cadre du nouveau dispositif a été réalisé en 2006.

En 2022, la commune comptait 36 habitants, en évolution de −16,28 % par rapport à 2016 (Isère : +3,07 %, France hors Mayotte : +2,11 %).
| 1793 | 1800 | 1806 | 1821 | 1831 | 1836 | 1841 | 1846 | 1851 |
| ---- | ---- | ---- | ---- | ---- | ---- | ---- | ---- | ---- |
| 93   | 98   | 104  | 110  | 105  | 120  | 108  | 113  | 119  |

| 1856 | 1861 | 1866 | 1872 | 1876 | 1881 | 1886 | 1891 | 1896 |
| ---- | ---- | ---- | ---- | ---- | ---- | ---- | ---- | ---- |
| 106  | 108  | 90   | 101  | 89   | 103  | 115  | 96   | 93   |

| 1901 | 1906 | 1911 | 1921 | 1926 | 1931 | 1936 | 1946 | 1954 |
| ---- | ---- | ---- | ---- | ---- | ---- | ---- | ---- | ---- |
| 100  | 88   | 90   | 80   | 72   | 55   | 51   | 48   | 76   |

| 1962 | 1968 | 1975 | 1982 | 1990 | 1999 | 2006 | 2011 | 2016 |
| ---- | ---- | ---- | ---- | ---- | ---- | ---- | ---- | ---- |
| 61   | 47   | 28   | 30   | 40   | 36   | 46   | 51   | 43   |

| 2021 | 2022 | - | - | - | - | - | - | - |
| ---- | ---- | - | - | - | - | - | - | - |
| 37   | 36   | - | - | - | - | - | - | - |

### Enseignement
La commune est rattachée à l'académie de Grenoble.

### Médias
Historiquement, le quotidien régional Le Dauphiné libéré consacre, chaque jour, y compris le dimanche, dans son édition de Romanche et Oisans, un ou plusieurs articles à l'actualité de la communauté de communes, du canton, ainsi que des informations sur les éventuelles manifestations locales.
La commune est située sur l'aire de diffusion de radio Ici Isère, une radio publique qui émet sur tout le territoire du département de l'Isère.

### Culte
La communauté catholique et l'église paroissiale de Cognet (propriété de la commune) dépendent de la paroisse Saint Pierre Julien Eymard qui rassemble un grand nombre de villages autour de la cité de La Mure. Cette paroisse est rattachée au diocèse de Grenoble-Vienne.

## Culture locale et patrimoine

### Lieux et monuments
- Château de Cognet (XIVe siècle). Il ne subsiste pratiquement plus aucune trace du château cité au XIVe siècle. Devant ce qui était son accès se dresse encore la chapelle castrale.
- Église Saint-Laurent de Cognet, bâtie à la place d'une chapelle plus ancienne dédiée à Saint-Laurent : datant de 1689, elle était en ruine en 1934, une souscription du Syndicat d'initiative de Grenoble et du Touring-club de France avait permis une restauration partielle.

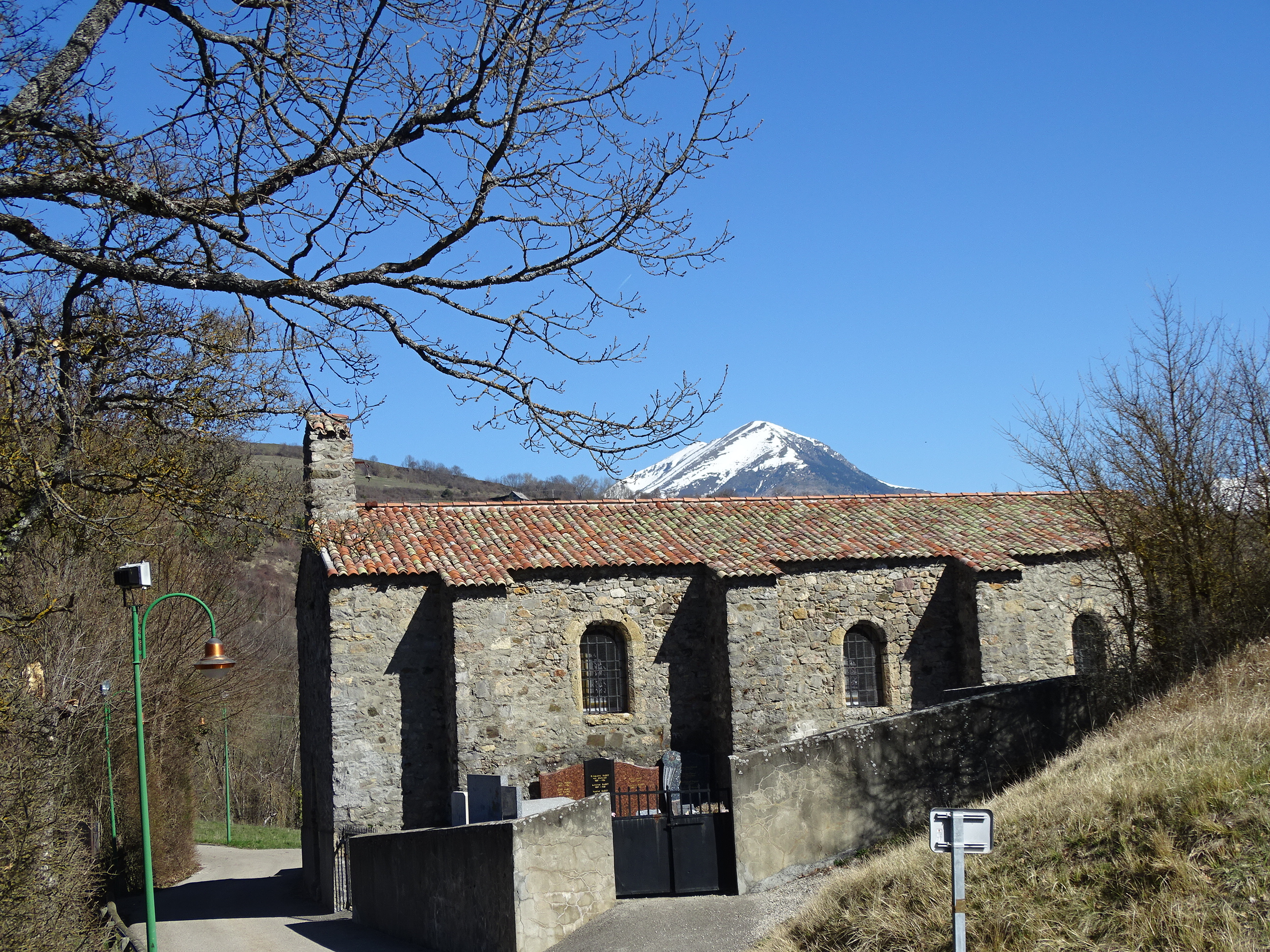
Église Saint-Laurent de Cognet

- Roche de Cognet, qui surplombe les gorges du Drac sur 100 mètres[21], appelé "Le Rochet de Cognet". En 2014, une jeune fille décède en tombant de ce lieu[22]. Jean-Michel Cambon décède accidentellement le 12 mars 2020 en chutant d'une paroi près de Cognet.
- Pont sur le Drac du 1605[21], appelé "Le Pont de Cognet".

### Héraldique
|  | Cognet possède des armoiries dont l'origine et le blasonnement exact ne sont pas disponibles. |